# Saint-Germain-le-Fouilloux
Saint-Germain-le-Fouilloux – miejscowość i gmina we Francji, w regionie Kraj Loary, w departamencie Mayenne.
Według danych na rok 1990 gminę zamieszkiwało 596 osób, a gęstość zaludnienia wynosiła 39 osób/km² (wśród 1504 gmin Kraju Loary Saint-Germain-le-Fouilloux plasuje się na 788. miejscu pod względem liczby ludności, natomiast pod względem powierzchni na miejscu 763.).